# 梅尔维尔子爵海峡

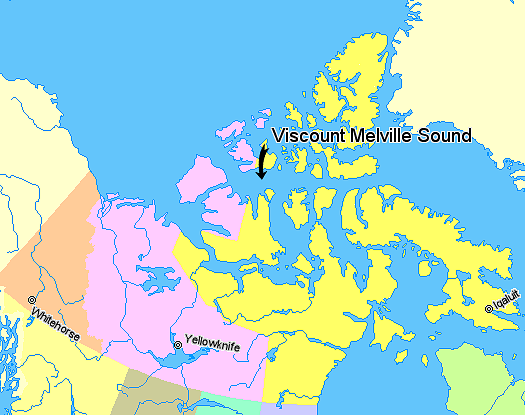
梅尔维尔子爵海峡
努纳武特地区
西北地区
育空地区

梅尔维尔子爵海峡（英語：Viscount Melville Sound）位于加拿大西北地区，北为梅尔维尔岛与巴瑟斯特岛，南为班克斯岛，维多利亚岛和威尔士亲王岛，西通麦克卢尔海峡，东连兰开斯特海峡。全长400公里，宽160公里。英国探险家威廉·帕里（1819～1820）和爱尔兰北极探险家罗伯特·麦克卢尔（1850～1854）在寻找大西洋与太平洋之间的西北航道时分别发现了海峡的东段和西段。海峡在天气状况良好的情况下可通航。